# Arpi (miejscowość)
Arpi – wieś w Armenii, w prowincji Wajoc Dzor. W 2011 roku liczyła 1149 mieszkańców.